# 최동현
최동현(1988년 11월 30일 ~ )은 대한민국의 기업인으로, 금융 인프라 기업 쿼타랩(Quota Lab, Inc.)의 대표이다.

## 경력
- 2019년 8월~현재: 쿼타랩 대표이사
- 2024년 3월~현재: 한국핀테크산업협회 부회장
- 2017년 5월~2019년 7월: 카카오벤처스 투자심사역
- 2016년 7월~2017년 4월: 그루폰 소프트웨어 엔지니어
- 2012년 10월~2014년 4월: 바이널아이 소프트웨어 엔지니어
- 2011년 2월~2012년 10월: 다날 소프트웨어 엔지니어

## 수상 및 선정
- 2024 헤럴드경제 자본시장대상 서비스혁신대상
- 2022 포브스 코리아 선정 2030 파워리더

## 학력
- 카네기멜런대학원 컴퓨터공학 석사
- 카네기멜런대학교 컴퓨터공학 학사
- 대원외국어고등학교 독일어 전공